# Fenghuang, Shapingba
Fenghuang (kinesiska: 凤凰) är en köping i sydvästra Kina. Den ligger i stadsdistriktet Shapingba i storstadsområdet Chongqing, omkring 29 kilometer nordväst om det centrala stadsdistriktet Yuzhong.